# Rock Action
Rock Action é o terceiro álbum da banda escocesa Mogwai, lançado em 24 de abril de 2001.

## Faixas
1. "Sine Wave" – 4:55
2. "Take Me Somewhere Nice" – 6:57
3. "O I Sleep" – 0:55
4. "Dial: Revenge" – 3:28
5. "You Don't Know Jesus" – 8:02
6. "Robot Chant" – 1:03
7. "2 Rights Make 1 Wrong" – 9:31
8. "Secret Pint" – 3:37

Faixas-bônus lançadas no Japão:
- "Untitled" - 7:16
- "Close Encounters" – 3:54